# Francisco Naranjo García
Francisco Naranjo García fue un militar mexicano que participó en la Revolución Mexicana.

## Biografía
Nació en Lampazos de Naranjo, Nuevo León, el 4 de octubre de 1867, siendo hijo del general Francisco Naranjo y de doña Dolores García,y hermano del escritor y también ingeniero Leopoldo Naranjo. En 1882 ingresó en el Colegio Militar de Chapultepec y luego de tres años de estudios, con el grado de teniente, dejó el país y radicó en San Luis, Misuri. Ahí aprendió inglés y estudió en la Chester Military Academy, donde obtuvo el título de ingeniero civil.
En 1890 trazó un plano de Lampazos, y dos años después, en 1892, construyó el teatro Juan Ignacio Ramón. En 1900 fundó el Club Liberal Lampacense, filial del antirreeleccionista de San Luis Potosí, por lo que Bernardo Reyes ordenó su encarcelamiento en Monterrey. Se incorporó a la revolución maderista, y organizó el Regimiento Voluntario de Lampazos en 1911 y con él combatió en Morelos a Emiliano Zapata. Ese mismo año contendió en las elecciones para gobernador de Nuevo León, siendo vencido en las urnas por Viviano L. Villarreal. Obtuvo el grado de coronel, y Francisco I. Madero lo nombró comandante militar de ese estado. Por entablar relaciones extraoficiales con Genovevo de la O, con Gildardo Magaña y otros cabecillas zapatistas, se le destituyó de su cargo. 
A la caída de la guarnición de Lampazos, que en 1914 fue arrollada por tropas constitucionalistas, se expatrió. En Estados Unidos intentó reorganizar el Partido Liberal Mexicano. Creó el periódico Telémaco. Francisco Naranjo García fue asesinado en Galveston, Texas, el 8 de septiembre de 1915.
Francisco Naranjo Garcia tuvo tres hijos: Francisco, Blanca y Esperanza.

## Escritos
Orador y poeta, entre los versos que el Ing. Naranjo García escribió se encuentran:
- Entonces
- En el álbum de Elisa
- Impresiones de baile

Y fue también autor de textos históricos.